# Belsize
Belsize (Белсайз) — з 1896 року англійський виробник автомобілів. Штаб-квартира розташована в місті Манчестер. 1925 року компанія припинила виробництво автомобілів.

## Заснування компаній Marshall & Co та Belsize Motor Company
Компанія Marshall and Company була утворена у 1896 році; її перший автомобіль був виготовлений у 1897 році. Компанія почала називати свої автомобілі «Belsize» у 1901 році на честь майстерні Belsize Works, яка розташовувалася у Клейтоні, поблизу Манчестера. 1903 року Marshall and Company, швидко розширюючись, потребували більше капіталу. Вони залучили кошти через публічний випуск акцій та змінили назву на Belsize Motor and Engineering Company. Видавши більше акцій у 1906 році, вони втратили слово «Engineering» і стали Belsize Motor Company.
Багато ранніх виробників автомобілів, такі як Rover, Sunbeam, Swift та Singer, були великими виробниками велосипедів, і для велосипедних компаній було досить поширеною диверсифікацією виробництво мотоциклів або автомобілів. Історики британської автомобільної промисловості відносять витоки компанії Marshall до велосипедів. Однак це посилання було зроблене помилково.
Перша згадка про Belsize перед створенням фірми Marshall у 1896 році — це велосипеди «Belsize» фірми Manchester Cycle Manufacturing Company. Ця компанія була створена у 1887 році з капіталом у 15000 фунтів стерлінгів, що пізніше зріс внаслідок випуску акцій до 50 000 фунтів стерлінгів. Компанія була ліквідована у липні 1897 року. У липні 1898 її активи були продані на аукціоні, вони включали і Belsize Works.
Marshall and Co, ймовірно, купили майстерні та сучасні верстати колишньої велосипедної фірми; тому зв'язок між Marshall і торгівлею велосипедами є довільним.

## Початок виробництва автомобілів
У порівнянні з фірмою Rolls-Royce, компанія Belsize Motor Company проводила абсолютно іншу стратегію. У той час як Rolls-Royce знаходилася на самому високому кінці ринку, Belsize конкурували на нижньому кінці і були відомими доступними маленькими автомобілями. З 1900 року до Першої світової війни ці автомобілі для автомобілістів середнього класу були досить успішними, а виробництво зростало (вони навіть мали модель середнього класу).

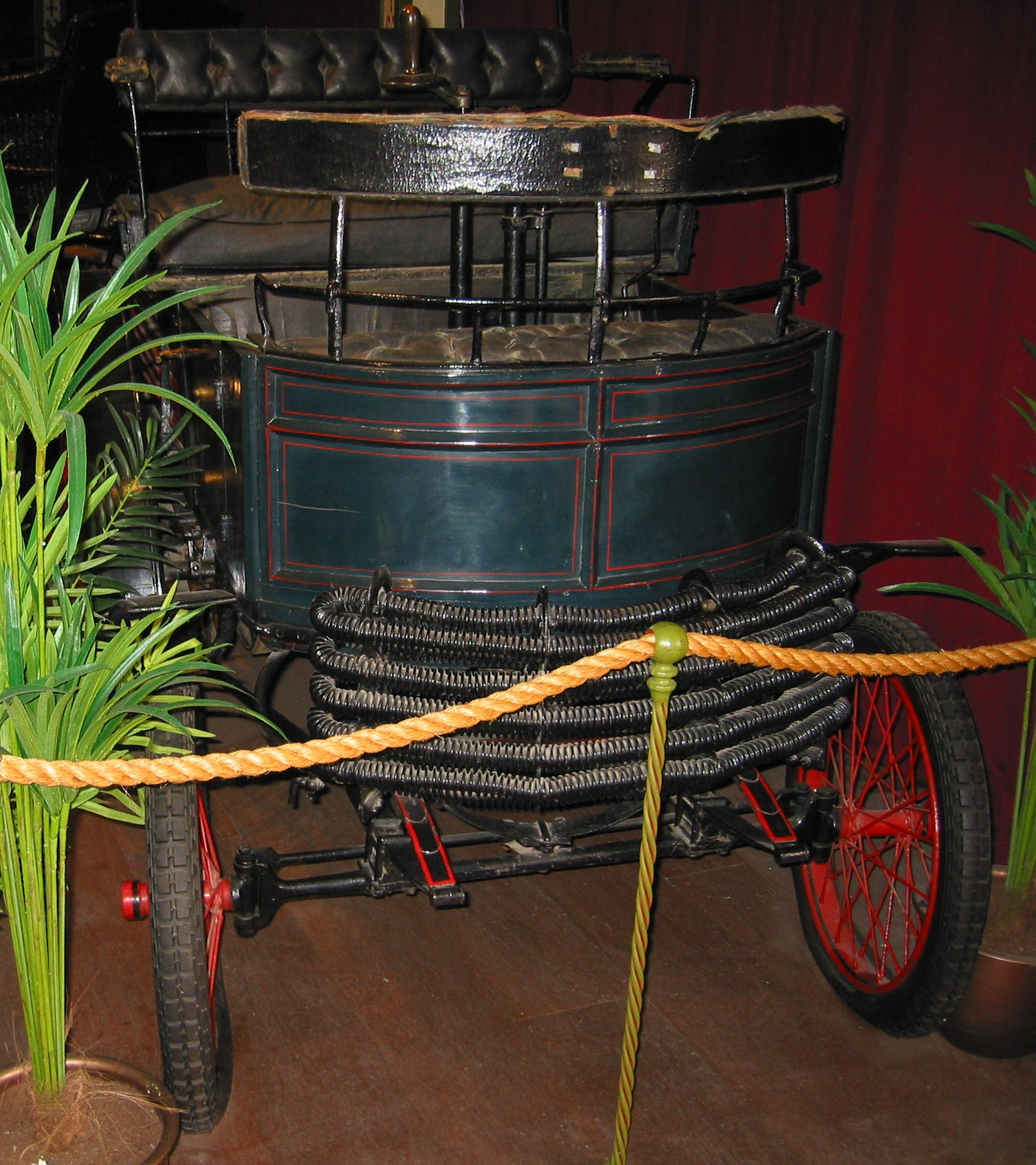
Marshall 4,5HP 1900 року

Першими стали машини 4,5HP під торговою маркою Marshall, які були схожі на автомобілі французької компанії Hurtu і німецької фірми Benz. Автомобілі Marshall 4,5HP оснащувалися одноциліндровими горизонтальними моторами, які розташовувалися ззаду і обертали задні колеса за допомогою спеціального ланцюга або ременя, а також кузовами типу Vis-à-vis. Вони отримали Золоту медаль за ефективність на виставці у Лондоні 1899 року. 1902 року випуск цих автомобілів був припинений, оскільки модель не знайшла популярності.

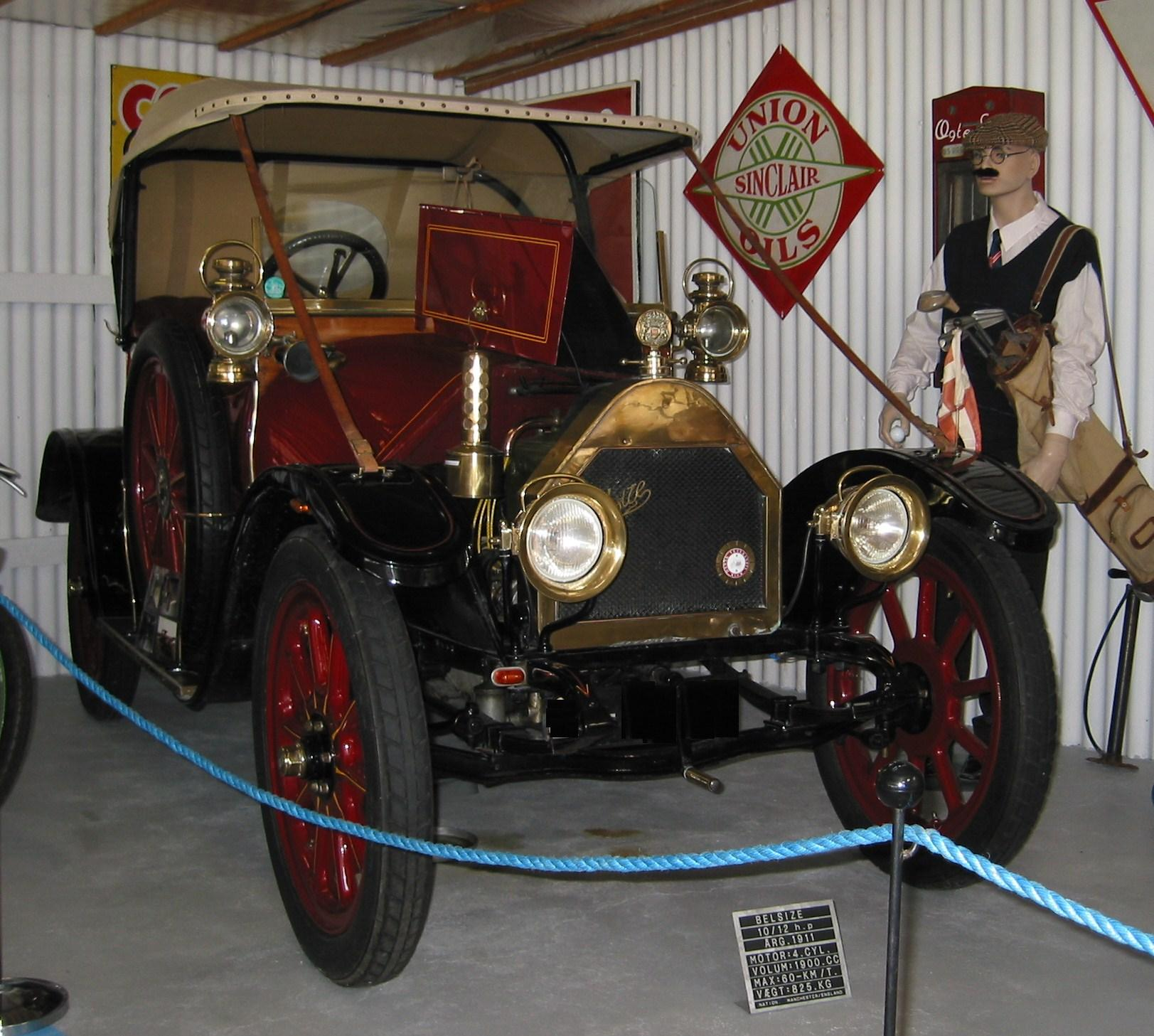
Belsize 10/12HP Tourer 1911 року

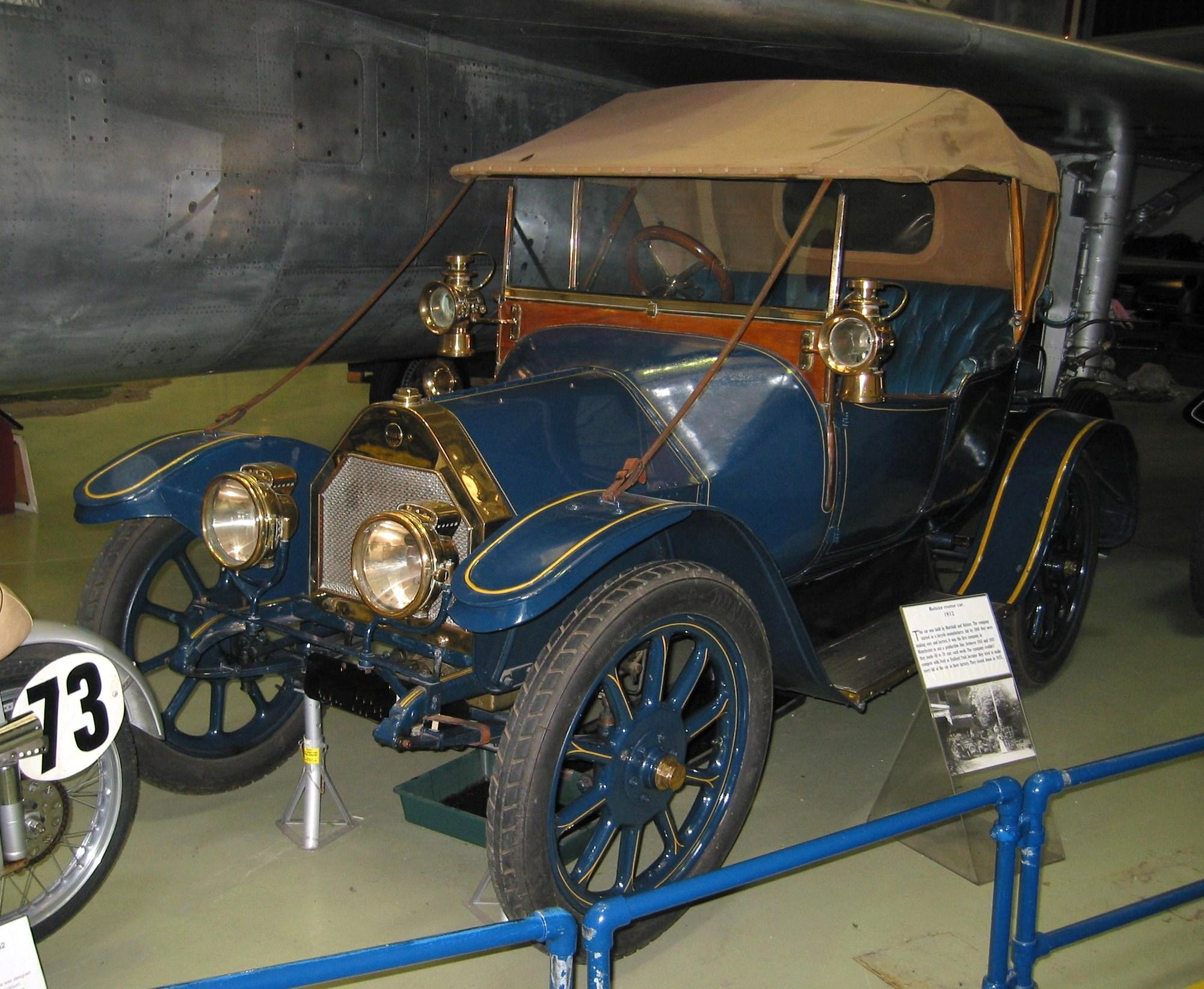
Belsize 10/12HP Tourer 1912 року

Були розроблені нові чотиримісні машини Marshall Belsize, які оснащувалися двигуном фірми Buchet, розташованим спереду, а також карданною передачею, що стало великим кроком вперед в технічному розвитку автомобілів Belsize. Проте, до 1907 року найкраще продавалася модель з трициліндровим двигуном, який передавав крутний момент заднім колесам за допомогою ланцюга. У той же час, починаючи з 1905 року, на вибір надавалися автомобілі з різними двигунами, що відрізнялися кількістю циліндрів: від одного до шести. Дуже популярною була модель 14/16НР, яка була оснащена 4-циліндровим двигуном з бічними клапанами, робочим об'ємом 2,5 літра.

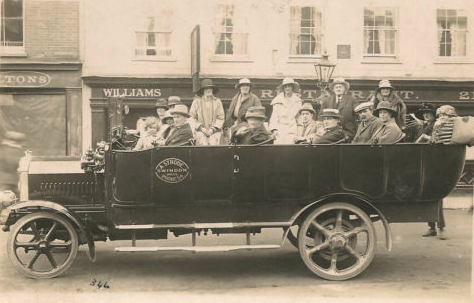
Автобус Belsize 1912 року

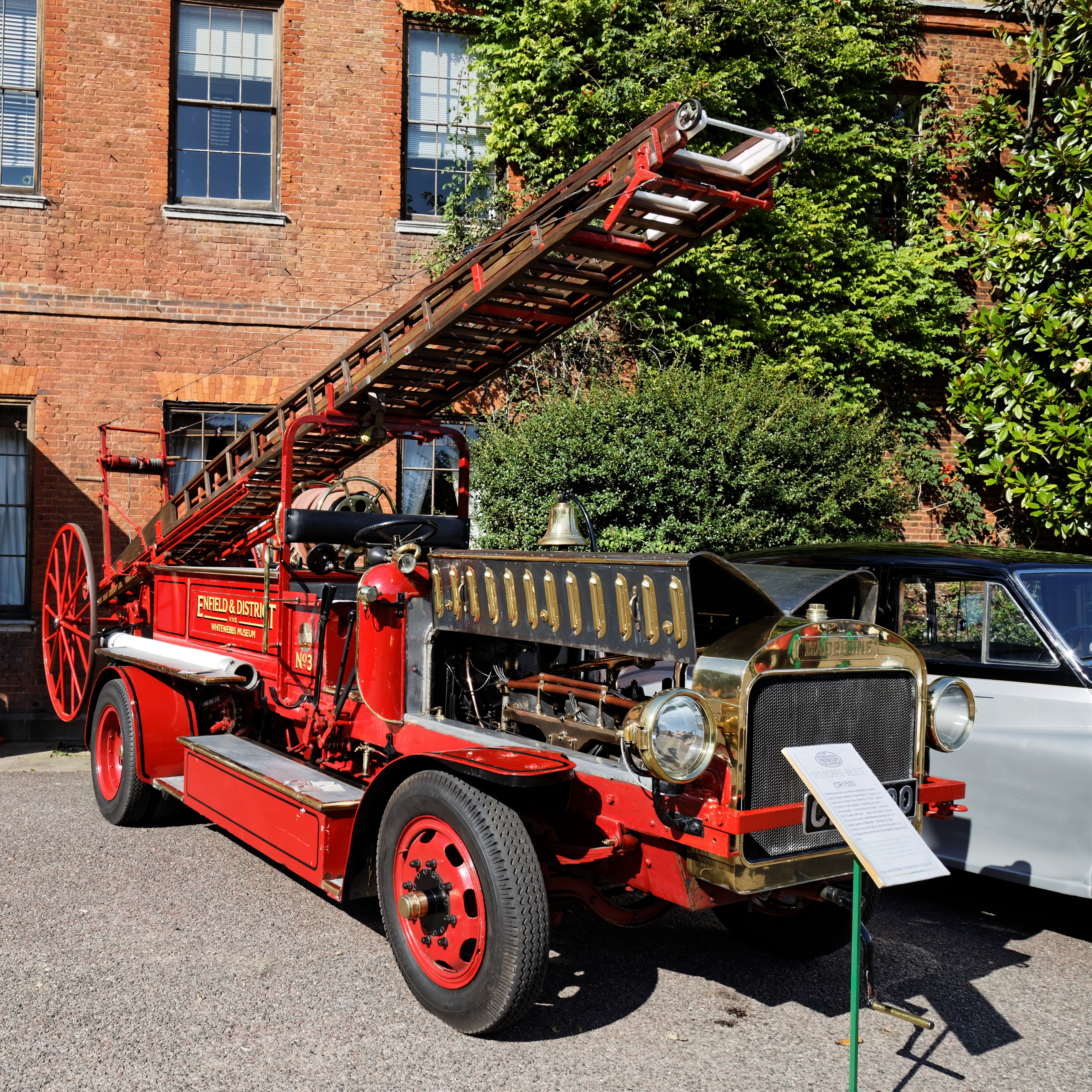
Пожежний автомобіль Morris Belsize 1912 року

Проте Belsize були незадоволені виробництвом автомобілів для цілей задоволення, тому компанія диверсифікувала в декількох різних галузях: виробництво таксі, вантажних фургонів, важких вантажних автомобілів, автобусів, карет швидкої допомоги та пожежних машин. Особливо успішними були їхні таксі та торгові автомобілі. Жоден комерційний автомобіль Belsize не зберігся дотепер. Попри те, що транспортні засоби мали різні кузови, шасі були дуже схожими, і багато деталей були стандартними для всіх вироблених моделей, таким чином зменшувалися витрати.
Таксі компанії були поширеними у провінційних містах та на заміських районах. На вулицях міста Бірмінгем, що був центром автомобільної промисловості, більшу частку таксі складали Belsize.

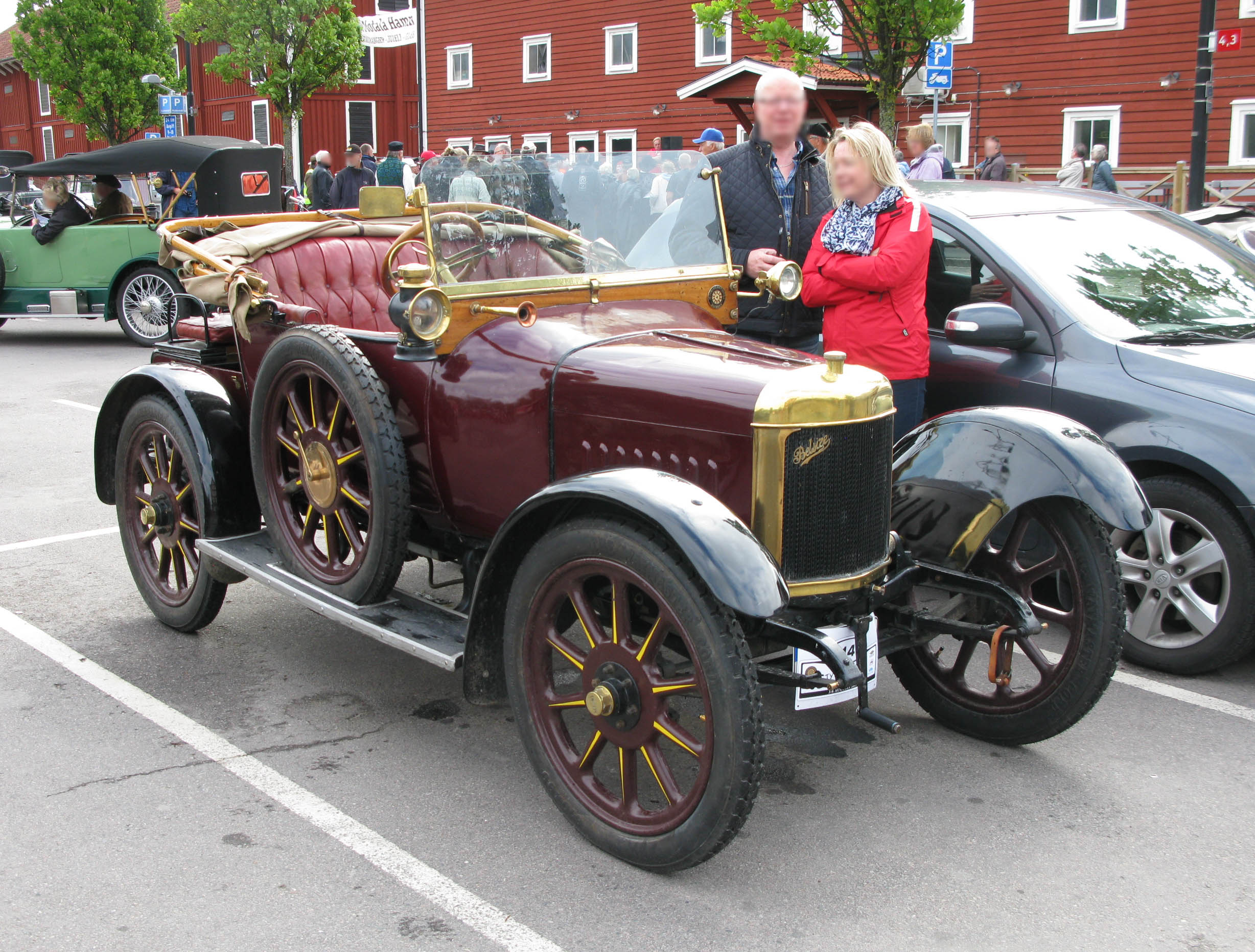
Belsize 10/12HP 1912 року

Компанія Belsize зросла до такої міри, що до 1914 року вони виробляли близько 3000 автомобілів на рік (50 автомобілів на день; близько 10 % від загальної частки на ринку) і мали близько 1200 робітників.
Ще до початку Першої світової війни у виробництво були запущені моделі 15,9HP і 18/22НР. Автомобіль Belsize 15,9HP оснащувався 4-циліндровим мотором і чотириступінчастою коробкою передач, в той час як 18/22НР був оснащений шестициліндровим двигуном. 1914 року розробники представили нову модель — Belsize 10НР, яка також отримала назву Belsize Ten. Однак, в підсумку було випущено зовсім мало таких автомобілів, адже незабаром почалася Перша світова війна.

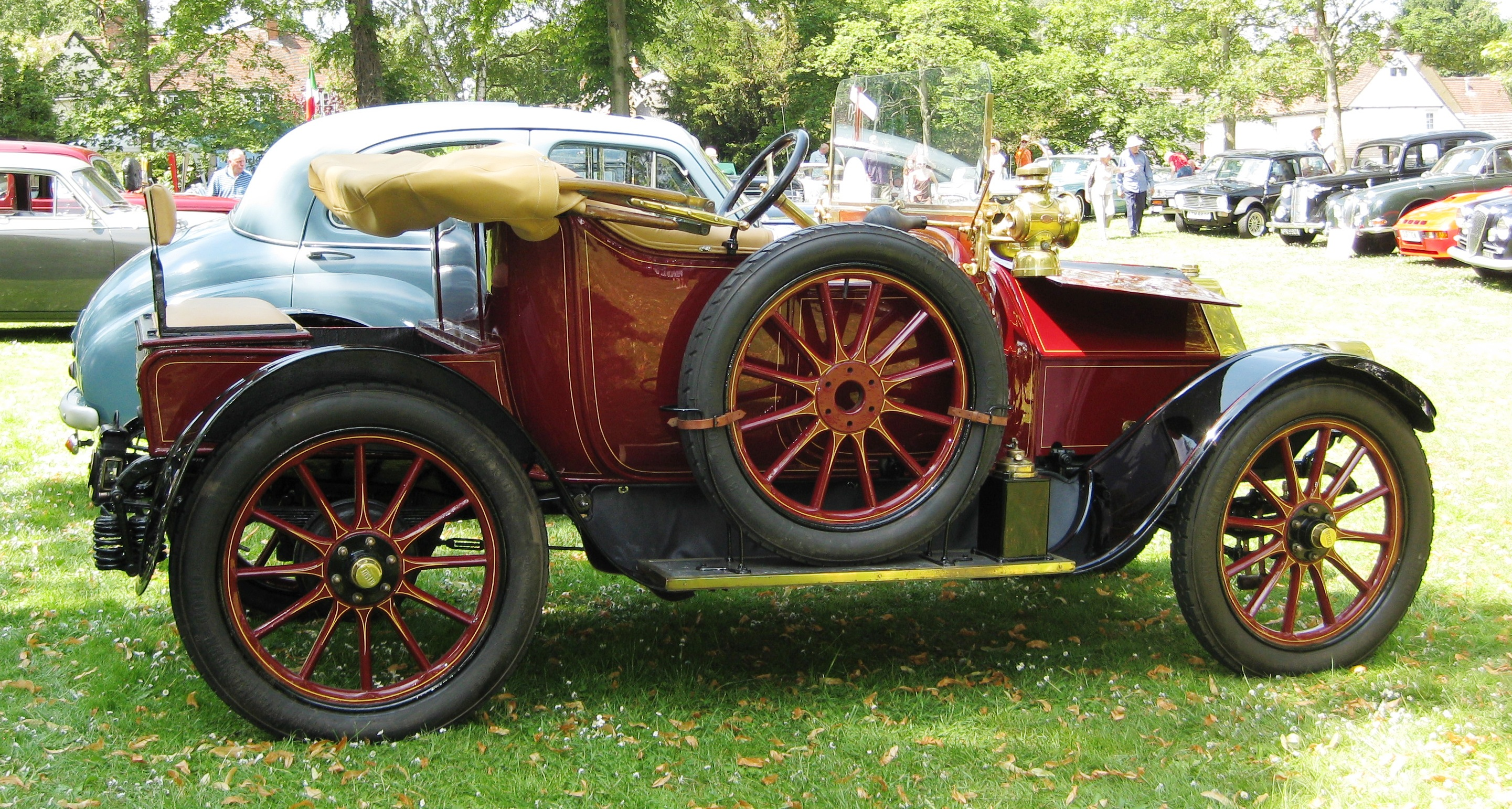
Belsize 10/12HP 1914 року

На початку Першої світової війни Belsize був одним з найбільших у Великій Британії виробників автомобілів, потужність якого становила близько 3600 автомобілів на рік; капітал компанії був збільшений до 300 000 фунтів стерлінгів, а дивіденди перевищували 10 % за 4 роки.
Компанія швидко адаптувалася до умов війни, випускаючи багато 3-тонних вантажних автомобілів, які значною мірою мали попит у військовому відомстві. Постачання приватним клієнтам тимчасово припинилися.

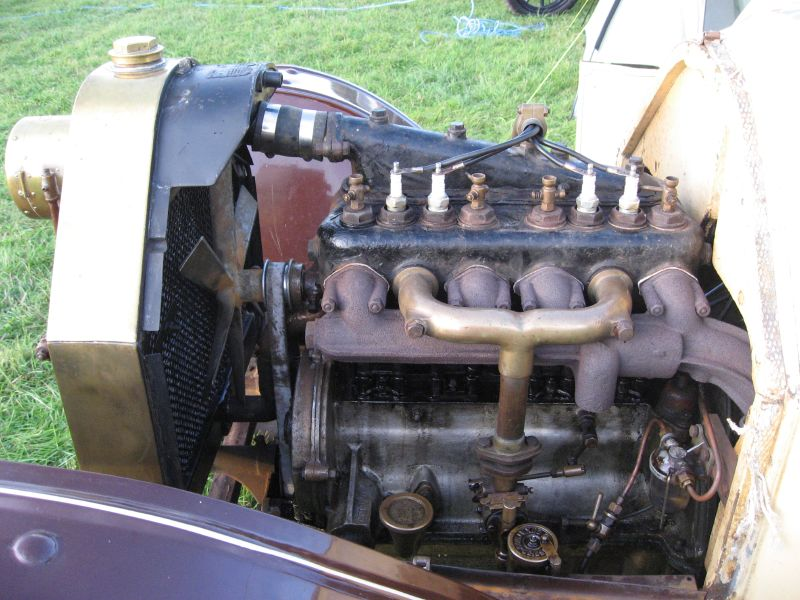
Двигун Belsize 10HP 1915 року

Виробництво вантажних автомобілів тривало в 1915 і 1916 роках, однак незабаром внаслідок оборонної кризи Belsize почали виробництво боєприпасів.

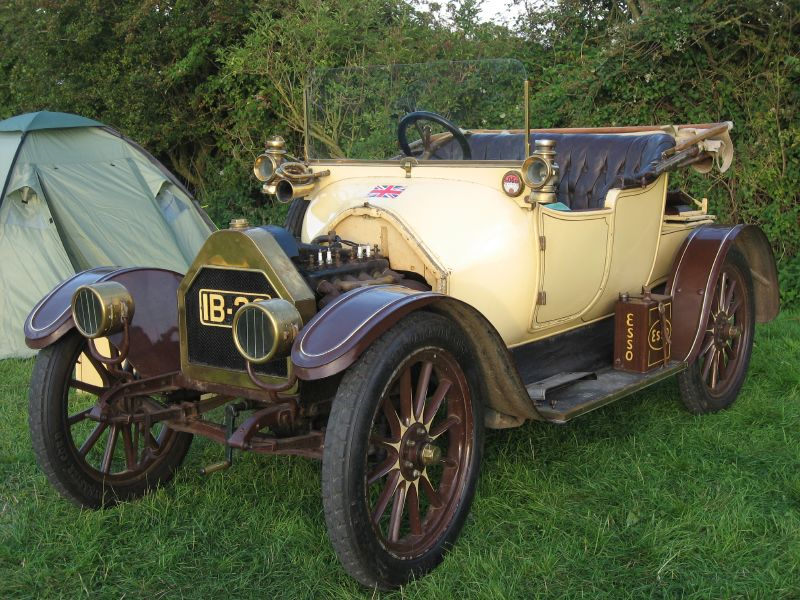
Belsize 10HP 1915 року

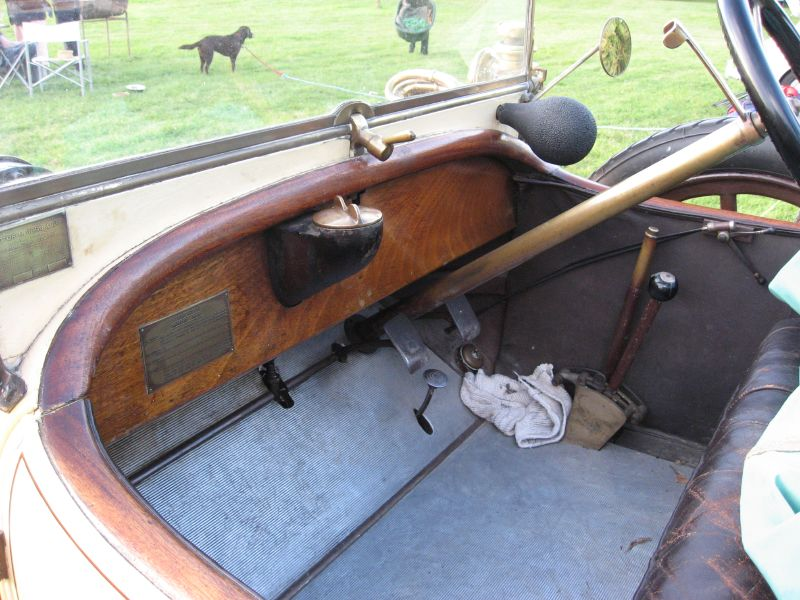
Салон Belsize 10HP 1915 року

На початку 1916 року стартувало виробництво 4,5" снарядів. Після цього прийшло велике замовлення на 18-фунтові осколкові снаряди.
Під час війни компанія та ASE (Об'єднана спілка інженерів) мали багато суперечок через приплив некваліфікованої робочої сили: 2500 жінок та 450 некваліфікованих чоловіків. Belsize постійно скаржилися на використання такої праці на токарних верстатах та інших машинах, які ASE вважала зарезервованими для своїх членів. Проблема з цим полягала в загальному браку кваліфікованих чоловіків.
До кінця війни компанія випускала близько 70 тисяч снарядів на тиждень, виготовивши близько 4 мільйонів упродовж війни. Приміщення були розширені, щоб збільшити виробництво, у компанії було щонайменше 4 000 робітників жіночої статі.
Попри успішний внесок компанії у військові зусилля, виробництво боєприпасів та літальних апаратів призвело до зупинки виробництва автомобілів, і фірма намагалася швидко перемкнути завод назад на виробництво автомобілів. Гаррісон, який працював у Belsize під час війни, згадував про роботу над прототипом післявоєнного автомобіля у 1918 році. Частини машини обробляли вночі, а підгонка проводилася на подвір'ї, з листом, що захищав машину від погоди впродовж дня.
Директори компанії були оптимістичними на щорічних загальних зборах в грудні 1918 року. Проте 1919 рік став одним з найкатастрофічніших років в історії компанії. 1919 року у світ вийшла модель Belsize 15НР, оснащена чотирициліндровим двигуном, робочим об'ємом 2,8 літра.

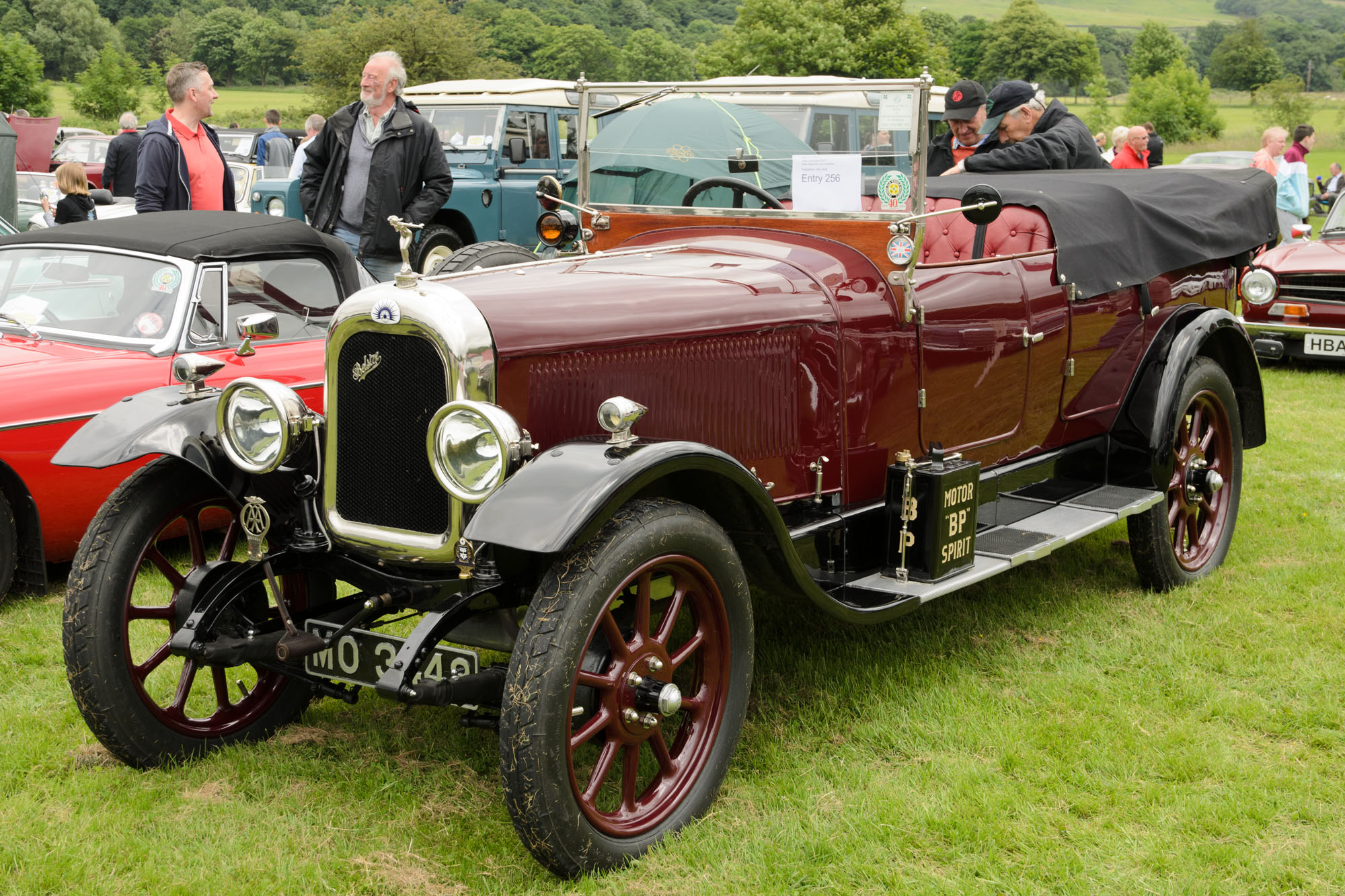
Belsize-Bradshow 14/30HP Tourer 1924 року

## Автомобілі Belsize-Bradshow

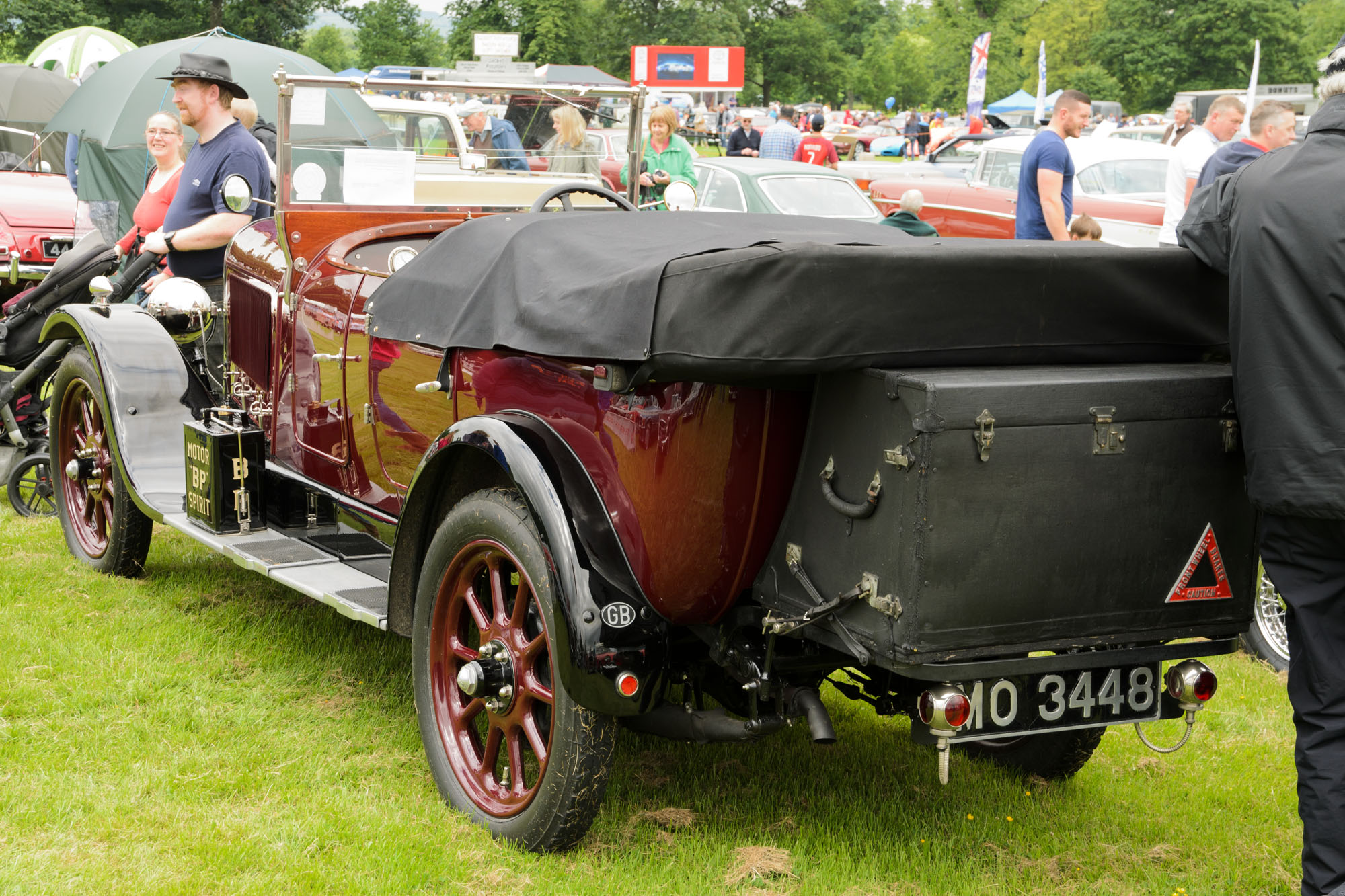
Belsize-Bradshow 14/30HP Tourer 1924 року

У 1921 році вийшла у світ модель 9НР — Belsize-Bradshow, розроблена конструктором Гренвіллем Бредшоу. Це був легкий автомобіль з досить простою конструкцією. Охолодження двоциліндрового V-подібного двигуна фірми Dorman здійснювалося частково повітрям і частково за допомогою мастила, яке змащувало деталі двигуна і рульовий механізм, через що він був не досить надійним. Мотор з діаметром циліндра 85 мм і ходом поршня 121 мм мав робочий об'єм 1,37 літра, а його потужність становила 25 кінських сил. Автомобіль оснащувався передньою підвіскою у вигляді нерозрізної осі на напівеліптичних ресорах і задньою підвіскою у вигляді цільної балки на чвертьеліптичних ресорах. Цей двомісний кабріолет з механічною триступеневою коробкою передач міг розвивати швидкість до 80 кілометрів на годину. Завдяки високій популярності моделі щотижня випускалося до 100 примірників. Виробництво моделі тривало до 1924 року.

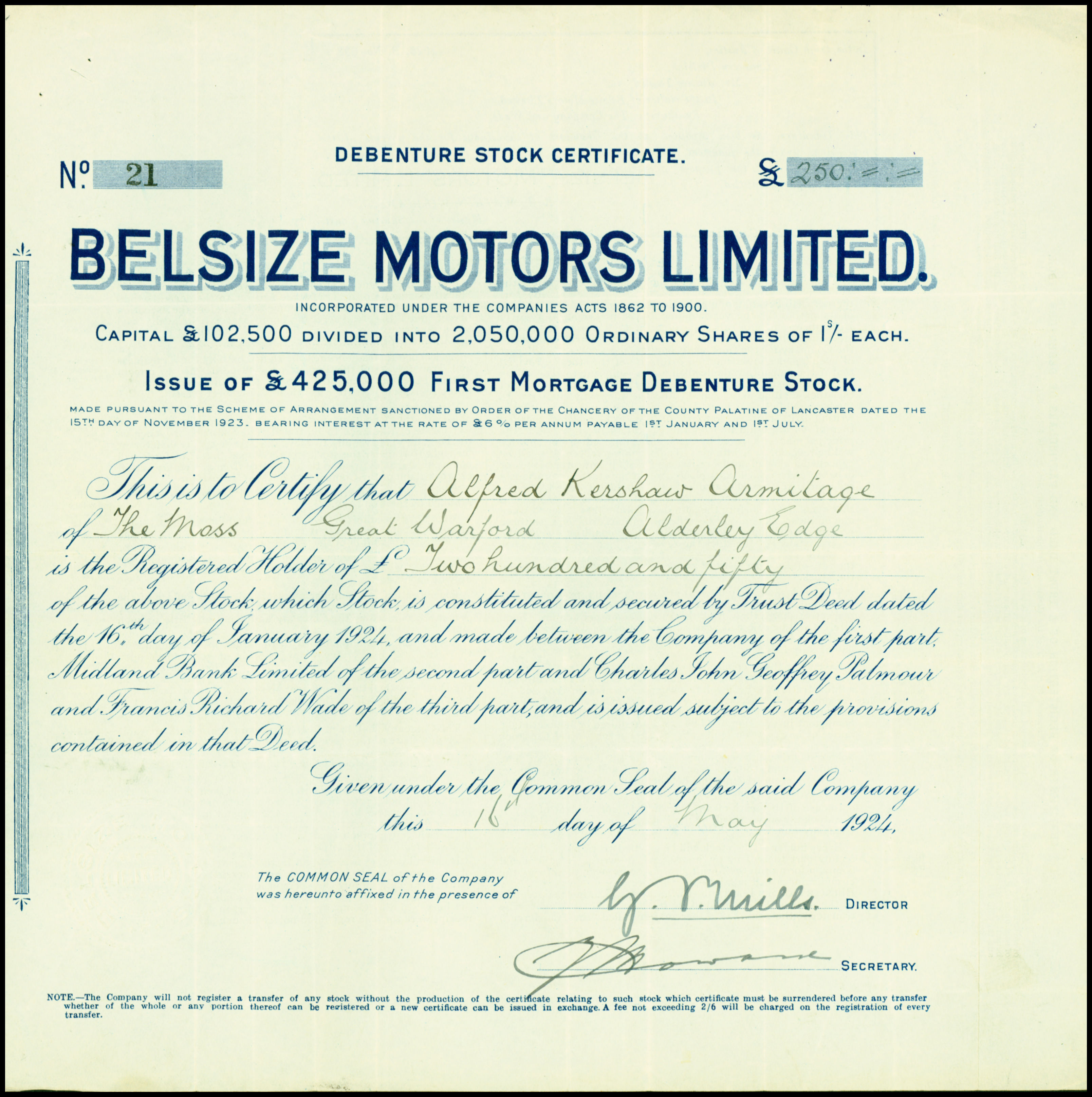
Облігація Belsize Motors Ltd, видана 16 травня 1924 року

У 1923 компанія змінила керівництво: фірму очолив мотогонщик Міллз, що відразу оголосив обов'язковий випуск моделей, які повинні задовольнити попит. Перед конструкторами постало завдання спроєктувати два нових автомобілі. Одним з них став Belsize 10/20HP (RM), оснащений 4-циліндровим двигуном з верхніми клапанами і робочим об'ємом 1,2 літра. Іншою новою моделлю була машина Belsize 14/30HP, оснащена 6-циліндровим двигуном, робочим об'ємом 1,696 літра і 4-ступінчастою коробкою передач, але у 1925 році об'єм мотора збільшили до 1,875 літра. Ще у 1923 році машина Belsize 14/30HP стала виготовлятися з гальмами на всіх колесах. У той же час з'явилася і модель 20/40HP з 8-циліндровим двигуном, що коштувала 1050 фунтів стерлінгів.

## Припинення виробництва автомобілів. Закриття компанії
Попри останні розробки та модифікації, компанія не змогла конкурувати з одним з кращих автомобілебудівників Великої Британії того часу — компанією Morris, і в 1925 році виробництво автомобілів Belsize було припинено.
Автомобілі цієї марки можна побачити в Музеї науки і промисловості в Манчестері.

## Список автомобілів Marshall
| Модель | Роки виробництва | Кількість циліндрів |
| ------ | ---------------- | ------------------- |
| 4,5HP  | 1897–1902        | 1                   |

## Список автомобілів Belsize
| Модель      | Роки виробництва | Кількість циліндрів | Об'єм, см3   | Потужність, к.с. |
| ----------- | ---------------- | ------------------- | ------------ | ---------------- |
| 12HP        | 1901–1902        | 2                   | 1728         | 12               |
| 16/20HP     | 1903             | 3                   |              |                  |
| Junior 7HP  | 1903             | 1                   | 1319         | 7                |
| 18HP        | 1903             | 3                   | 2592         | 18               |
| 24HP        | 1903             | 4                   | 3456         |                  |
| Junior 12HP | 1904–1905        | 2                   | 1660         | 12               |
| 15/20HP     | 1904–1905        | 4                   | 2863         | 15               |
| 18/24HP     | 1906             | 3                   | 3940         |                  |
| 18/24HP     | 1906             | 4                   | 3320         |                  |
| 24/30HP     | 1906             | 6                   | 4980         |                  |
| 30/40HP     | 1906             | 4                   | 5553         |                  |
| 30HP        | 1906–1908        | 6                   | 5640 та 5885 |                  |
| 18/24HP     | 1906             | 4                   | 3598 та 2616 |                  |
| 30/40HP     | 1906             | 4                   | 5697         |                  |
| 20HP        | 1907–1909        | 4                   | 3613 та 3955 |                  |
| 40HP        | 1907             | 4                   | 6656         |                  |
| 60HP        | 1907–1908        | 6                   | 11724        |                  |
| 15HP        | 1908–1910        | 4                   | 2732         |                  |
| 28HP        | 1908–1910        | 4                   | 5171         |                  |
| 40HP        | 1909             | 6                   | 7757         |                  |
| 14/16HP     | 1909             | 4                   | 2545         |                  |
| 18/22HP     | 1910–1913        | 6                   | 3053         |                  |
| 14/16HP     | 1910–1913        | 4                   | 2545         |                  |
| 10/12HP     | 1912–1916        | 4                   | 1944         |                  |
| 15.9HP      | 1913–1915        | 4                   | 2816 та 3012 |                  |
| 21.9HP      | 1913             | 4                   | 3261         |                  |
| 18/22HP     | 1914             | 6                   | 4891         |                  |
| 10HP        | 1915             | 4                   | 1313         |                  |
| 15HP        | 1920–1923        | 4                   | 2799         |                  |
| 15/20HP     | 1923–1923        | 4                   | 3072         |                  |

## Список автомобілів Belsize-Bradshow
| Модель  | Роки виробництва | Кількість циліндрів | Об'єм, см3         |
| ------- | ---------------- | ------------------- | ------------------ |
| 9HP     | 1921–1925        | 2                   | 1300, 1370 та 1094 |
| 20/40HP | 1924             | 8                   | 2500               |
| 10/20HP | 1924–1925        | 4                   | 1131               |
| 14/30HP | 1924–1925        | 6                   | 2179               |